# 文心雕龍校證
《文心雕龍新書》是由王利器校勘《文心雕龍》的著作，1951年7月由巴黎大學北京漢學研究所出版。作為配套，在1952年10月由同一出版社出版了《文心雕龍通檢》（又名《文心雕龍新書通檢》），兩書都被編入《通檢叢刊》第十五卷中。此書經修訂之後又更名為《文心雕龍校證》，正文连序錄、附錄一共23萬字，1980年出版。

## 成書
王利器在四川大學就讀的時候向向宗魯學習，打下了校讎的基礎，他的本科畢業論文正是《風俗通義校注》。他在北京大學任教的時候，傅斯年安排了他教授「校勘學」課和《文心雕龍》課，其中「校勘學」講授了「古書舊式」與「校勘釋例」，《文心雕龍》則以「一篇一篇、一字一句」的形式來講解《文心雕龍》。:187-188
《文心雕龍新書》在1946年時已經成初形，當時巴黎大學北京漢學研究所前來約稿，北京大學於是將《文心雕龍新書》推薦給他們:403。《文心雕龍校證》的初稿1950年起動筆，於1977年10月才定稿。

## 校正
作者以乾隆六年（1741年）的黃叔琳《文心雕龍輯注》的養素堂原刻本作為校勘底本，分章斷句則參考范文瀾《文心雕龍注》。作者所用的校勘版本相當豐富，他引用了二十多種的版本，轉引版本有兩種。
在「序錄」中，他說明了自己的校勘理論。他認為像是徐謂仁手校本、乃過錄梅注本，傅增湘手校本等，只是「校而不正，沒有發明」，因此沒有引用，認為「凡是無所發明的，我認為都沒有提及的必要」。接着他解釋了校勘的主務，認為「不僅是求異同，而是要定是非」，認為「校勘」的最高境界是「要使書本受到我們的益處」，「恢復古書面目」。因此，他認為像《文心雕龍》這樣版本數量非常多的書籍也好，也應該盡可能在有把握的情況下，直接修改底本的錯誤。同時，在面對注本抄錄時，出現了不少訛奪衍誤的情況，他認為盡可能「以梅還梅、以黃還黃、以甲還甲、以乙還乙」，還原各學者的看法。之後，他又在「序錄」中說明了四種的傳統校勘校勘方法，並說明當中的九類修改誤例。:189-191
比較《新書》和《校證》，《校證》中增加了校文44條，刪除了《時序》中的校文一條，變化的校文達721條。在《校証》中，王利器一共校出了303字，相比起明代的各種校勘更為精細。此外，他大量使用了唐寫本以作分析也是當中的特色，在《校證》中依唐寫本出校的一共有475條；依唐寫本校改訛誤的有106條；唐寫本證明他本修改正確的一共有53條；校正唐寫本錯誤的一共有17條。:191-200

## 迴響
此書在出版之後，得到了學界不同的評價。台灣宏業書局、明文書局、龍門書局等多家出版社盜印了此書，事實上擴大了此書的影響。:371
陳允峰認為，作者盡可能以對校法、本校法、他校法和理校法解決了《文心雕龍》出現的形誤、文字形訛、顛倒等的問題。而在校勘方面廣羅眾說，但是卻沒有直接支持某一種學說，只是如實反映異文存在。但是書中的有些校勘的而且確只是一家之說，未能成為文心雕龍學界一致的定本。他又認為，最大的不足是書中沒有對於《文心雕龍》作進一步的義理解釋，引致對於某些學術成果理解是錯誤的。例如黃侃在《文心雕龍札記》中有他自己作的《隱秀》篇補文，王利器認為黃侃這是為了否定《隱秀》篇的真實性，但是事實上是誤解了黃侃的原意。
李平認為，王利器盡可能還原了《文心雕龍》的原狀，但是在百密一疏的情況下，錯誤依然存在，但是在校勘困難的情況下，他依然迎難而上。整體而言，王利器使《文心雕龍》有比較可靠的讀本，對《文心雕龍》文本的普及有重大的意義。:191-197張文勛認為，他校正了不少錯字，有助今人正確理解原意，功不可沒。